# Ентандрофрагма корисна
Ентандрофрагма корисна (Entandrophragma utile) — вид дерев роду ентандрофрагма родини мелієвих. Зростає у густих лісах Субсахарської Африки.

## Інші назви
Sipo (Берег Слонової Кістки), Assié (Камерун), Efuodwe (Ґана), Okeong (Ніґерія), Kosi-Kosi (Ґабон), Mufumbi (Уґанда)..

## Ботанічний опис
Може досягати 45 м заввишки і навіть 55(65) м, а в діаметрі 2(3) м у основи. Стовбур прямий, циліндричний, висотою 21-40 м. Зовнішній колір кори від сріблясто-сірого до сіро-коричневого або жовтувато-коричневого, внутрішня частина кори рожево-червоного кольору без певного запаху. Форма крони — куполоподібна.
Листя парноперисті, що складаються з (12-)14-32 листочків, чергові, розташовані ближче до кінця пагона, прилистки відсутні; черешок довжиною 5-15 см з двома бічними маленькими ребрами, рахіс довжиною до 45 см; Черешочек довжиною 1-5 мм, листочки від довгасто-еліптичної до довгасто-ланцетної або довгасто-яйцеподібної форми, довжиною (3.5-)5-15 см і (1,5-)2-5.5 см шириною, підстава асиметрична, округла або злегка серцеподібна; верхівка коротко загострена, платівка з 10-16 парами бічних жилок.
Суцвіття — пазушна або верхівкова волоть, довжиною до 25 см.
Плід — коробочка, довжиною 14-28 см і 4.5-7 см шириною.
Насіння — крилатки, довжиною 8-11 см включаючи крило.
Набір хромосом: 2n = 72.

## Поширення та екологія
Має великий ареал у тропічній Африці: Анґола, Кот д'Івуар, Ґабон, Ґана, Камерун, Республіка Конґо, Демократична Республіка Конґо, Ліберія, Ніґерія, Сьєрра-Леоне, Уґанда. Росте у вологих напівлистопадних високостовбурних лісах, але зустрічається також у вічнозелених лісах, воліючи сухі або добре дреновані ґрунти.

## Охоронний статус
Значні заготівки деревини призвели до того, що у виду E. utile відзначається значна генетична ерозія. У зв'язку з цим у «Червоній книзі МСОП» (англ. IUCN Red List of Threatened Species) даний вид був занесений до категорії уразливих видів.

## Застосування
Стулки плода використовуються як ложки.

### Медичне застосування
Кора використовується у народній медицині в Центральній Африці. Сік кори приймають або натирають зовнішньо для лікування болю в животі і болю в нирках, втирають для полегшення ревматизму, капають в очі для лікування запалення очей і у вуха для лікування отиту. Масаж мацератом кори вважається корисним як тонік і стимулятор. Обвуглену і подрібнену кору, змішану з сіллю і пальмовою олією, застосовують для лікування головних болів. У Камеруні кора використовується для лікування малярії. У Ніґерії стверджують, що кора лікує виразку шлунка.

### Деревина
Деревина широко використовується при виробництві меблів, паркету, у суднобудуванні, для виробництва фанери та декоративного облицювання шпоном.
Ядро і заболонь розрізняються: на свіжому зрізі ядро блідо-рожеве, під дією зовнішнього середовища темніє до червоно-коричневого кольору, а заболонь від світло-рожевого до світло-коричневого кольору, до 6 см шириною. За зовнішнім виглядом і властивостями дуже нагадує деревину спорідненої Ентандрофрагми циліндричної, але без кедрового запаху або зі слабким запахом. Щільність у сухому стані 660 кг/м3.
Висушується помірно з тенденцією до деформацій у вигляді викривлення і до збільшення початкових тріщин. Якість деревини при сушінні знижується незначно.
Обробляється добре, але кілька затуплює ріжучі кромки. Непогано протравлюється барвниками і склеюється, відмінно полірується після порозаповнення.

## Синоніміка
За інформацією бази даних The Plant List (2013), у синоніміку виду входять наступні назви:
- Entandrophragma macrocarpum A.Chev.
- Entandrophragma roburoides Vermoesen
- Entandrophragma thomasii Ledoux
- Pseudocedrela utilis Dawe & Spraguebasionym